# Salón de la Fama del Voleibol

El Volleyball Hall of Fame es el salón de la fama de voleibol ubicado en la ciudad de Hoyoke en los Estados Unidos. Reconoce y premia a aquellos jugadores que han mostrado una habilidad extrema en voleibol a lo largo de su carrera y a entrenadores o a árbitros con una gran contribución al mundo del voleibol.

## Historia
En 1971 se creó un comité pro la promoción de Holyoke, ciudad natal del voleibol, como futura sede de la Volleyball Hall of Fame y en 1978 se creó la organización sin ánimo de lucro Holyoke Volleyball Hall of Fame, Inc. cuya misión es la de perpetuar la memoria del deporte y de las personalidades relacionadas.
El primer miembro fue introducido en 1985 y se trató de William G. Morgan considerado el inventor del voleibol durante sus años de trabajo como profesor de educación física en la YMCA de Holyoke.
El actual sede de la Volleyball Hall of Fame fue inaugurada el 6 de junio de 1987, con un torneo de voleibol que duró dos días y el discurso inaugural fue tenido por Douglas Beal, seleccionador del equipo masculino de voleibol de Estados Unidos ganador de la medalla de oro en los Juegos Olímpicos de Los Ángeles de 1984 y también introducido en la Hall of fame en 1989.
Desde 1985 nuevos miembros son introducidos cada año, pero solamente a partir de 1999 fue posible nombrar y elegir personalidades non estadounidenses. 

## Miembros actuales
Jugadores introducidos en el Voleyball Hall of Fame hasta 2015.

### Jugadores de voleibol

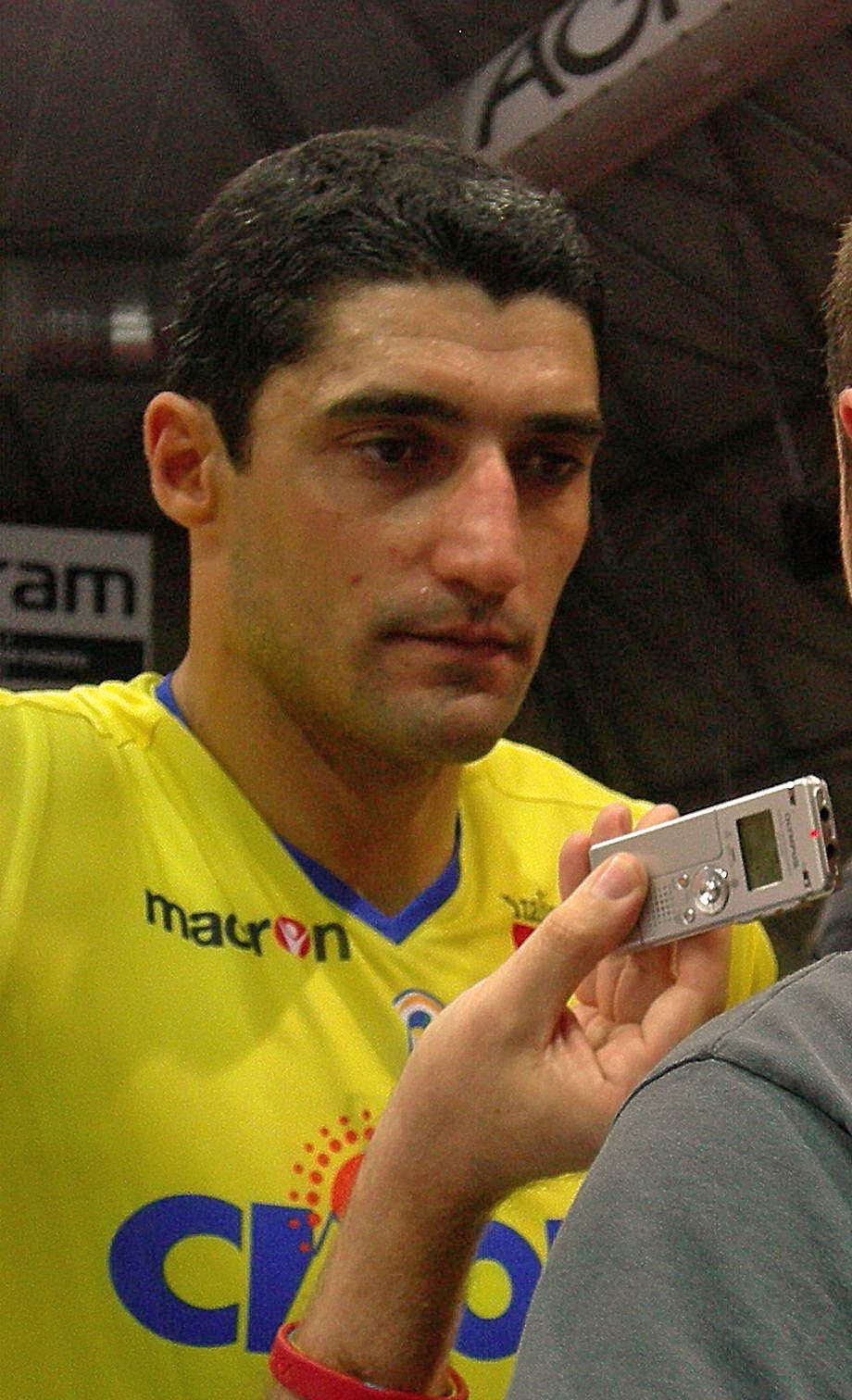
Andrea Giani, tres veces campeón del mundo con la selección italiana (1990, 1994, 1998), incluido en 2008.

| Año  | Incluidos                                                                    |
| ---- | ---------------------------------------------------------------------------- |
| 1988 | Eugene "Gene" Selznick                                                       |
| 1989 | Michael O'Hara                                                               |
| 1991 | Rolf Engen - Thomas Haine                                                    |
| 1992 | Jon Stanley - Ron Von Hagen                                                  |
| 1993 | Mike Bright                                                                  |
| 1994 | Larry Rundle                                                                 |
| 1997 | Pedro "Pete" Velasco                                                         |
| 1998 | Craig Buck - Dusty Dvorak - Steve Timmons                                    |
| 1999 | James G. Wortham                                                             |
| 2000 | Yuri Tchesnokov - Harold Wendt                                               |
| 2001 | Charles "Karch" Kiraly                                                       |
| 2002 | Tomasz Wójtowicz                                                             |
| 2003 | Jungo Morita - Sinjin Smith                                                  |
| 2004 | Josef Musil - Seiji Oko                                                      |
| 2005 | Bernard Rajzman - Konstantin Reva - Ron Lang - Stanislaw Gosciniak           |
| 2006 | Bernie Holtzman - Edward Skorek                                              |
| 2007 | Bob Ctvrtlik - Andrea Gardini - Dimitar Zlatanov                             |
| 2008 | Andrea Giani - Randy Stoklos - Yuri Poyarkov                                 |
| 2009 | Ivan Bugajenkov - Siegfried Schneider                                        |
| 2010 | Aleksandr Savin                                                              |
| 2011 | Lorenzo Bernardi - Vladimir Grbić                                            |
| 2012 | Peter Blangé - Mike Dodd - Mauricio Lima - Georgy Mondzolevskiy - Jeff Stork |
| 2013 | Vyacheslav Zaytsev                                                           |
| 2014 | Nalbert Bitencourt                                                           |
| 2015 | Lloy Ball - Renan Dal Zotto                                                  |

### Jugadoras de voleibol

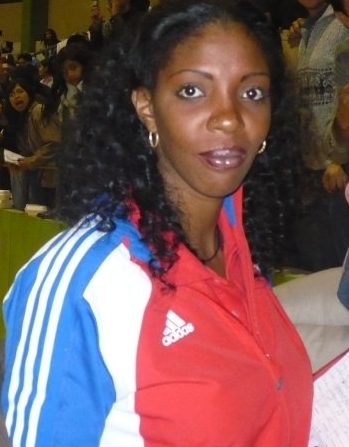
Regla Torres incluida en 2001.

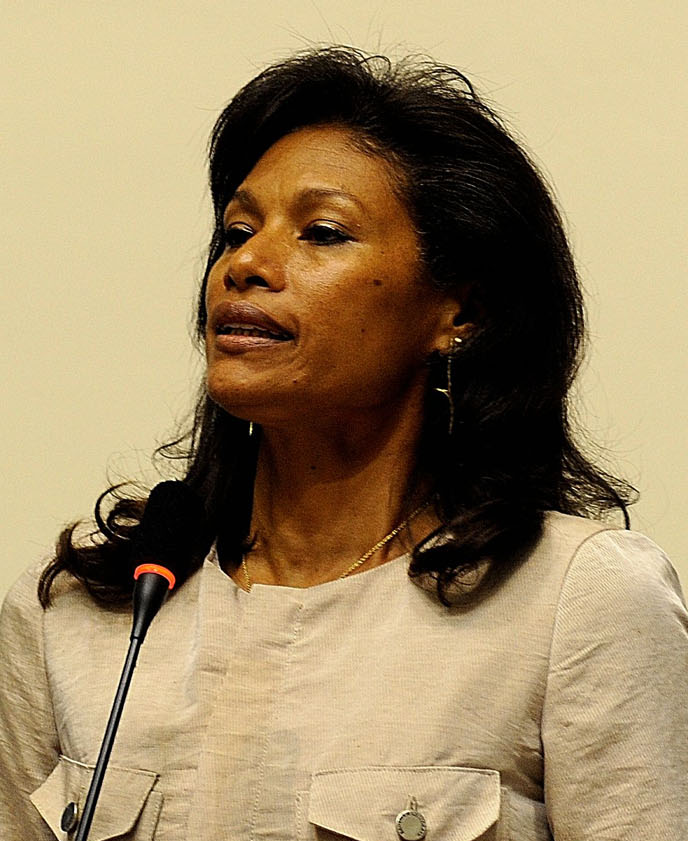
Cecilia Tait incluida en 2005.

| Año  | Incluidos                                             |
| ---- | ----------------------------------------------------- |
| 1989 | Kathy Gregory                                         |
| 1990 | Mary Jo Peppler                                       |
| 1994 | Patty Dowdell                                         |
| 1995 | Debbie Green                                          |
| 1996 | Patti Bright                                          |
| 1998 | Paula Weishoff                                        |
| 2000 | Inna Ryskal - Takako Shirai                           |
| 2001 | Jean Gaertner - Regla Torres                          |
| 2002 | Lang Ping                                             |
| 2004 | Karolyn Kirby - Mireya Luis                           |
| 2005 | Cecilia Tait                                          |
| 2006 | Jacqueline "Jackie" Silva - Nina Smoleeva             |
| 2007 | Kerri Pottharst                                       |
| 2008 | Masae Kasai Nakamura                                  |
| 2009 | Ana Moser - Holly McPeak                              |
| 2010 | Gabriela Pérez del Solar - Shelda Bedê- Adriana Behar |
| 2011 | Magaly Carvajal - Rita Crockett                       |
| 2012 | Lyudmila Buldakova                                    |
| 2013 | Caren Kemner - Natalie Cook                           |
| 2014 | Tara Cross-Battle - Sandra Pires - Rosa Salikhova     |
| 2015 | Helia "Fofao" Roergio de Souza                        |

### Entrenadores

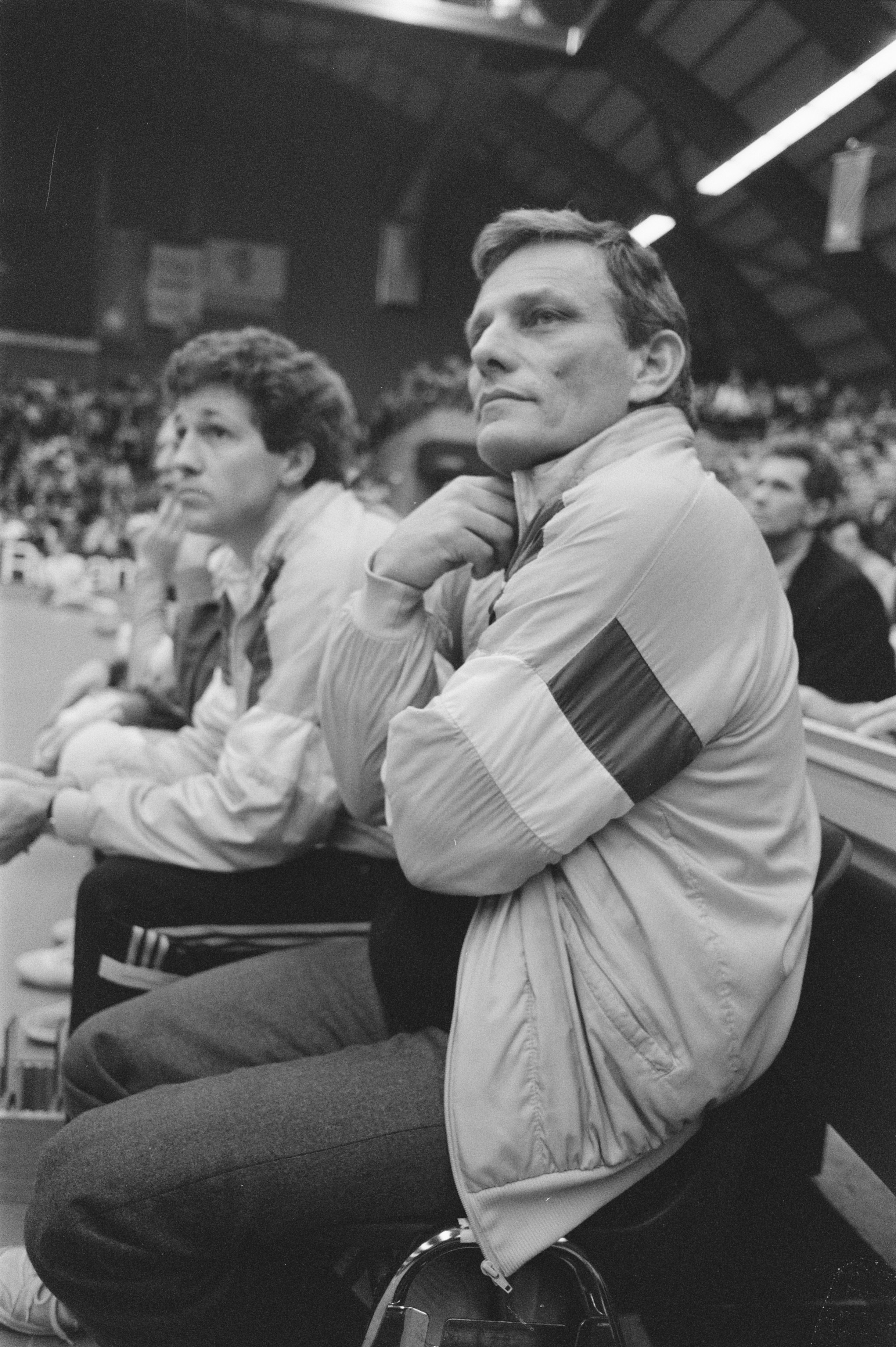
Arie Selinger incluido en 1995.

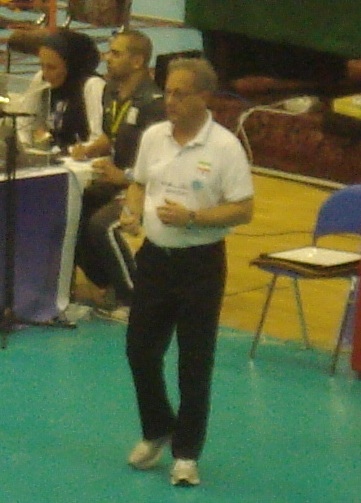
Julio Velasco, campeón del mundo con Italia en 1990 y 1994 incluido en 2003.

| Año  | Incluidos                        |
| ---- | -------------------------------- |
| 1988 | Harry Wilson                     |
| 1989 | Douglas Beal                     |
| 1990 | Col. Edward DeGroot              |
| 1992 | James Coleman                    |
| 1993 | Al Scates                        |
| 1994 | Marv Dunphy                      |
| 1995 | Arie Selinger                    |
| 1996 | Donald Shondell                  |
| 1997 | Andy Banachowski                 |
| 1998 | Yasutaka Matsudaira              |
| 2000 | Hirofumi Daimatsu                |
| 2002 | Viacheslav Platonov              |
| 2003 | Givi Akhvlediani - Julio Velasco |
| 2005 | Eugenio George                   |
| 2006 | Shigeo Yamada                    |
| 2007 | Yuan Weimin                      |
| 2009 | Nikolái Karpol                   |
| 2010 | Gabriella Kotsis - Hubert Wagner |
| 2011 | Hugo Conte                       |
| 2014 | Joop Alberda                     |
| 2015 | Bebeto                           |
| 2016 | Man Bok Park                     |

### Árbitros

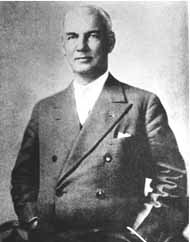
George J. Fisher uno de los primeros árbitros de voleibol, incluido en 1991.

| Año  | Incluidos                               |
| ---- | --------------------------------------- |
| 1989 | Glen Davies                             |
| 1990 | Alton Fish                              |
| 1991 | Dr. George J. Fisher - Catalino Ignacio |
| 1992 | Merton H. Kennedy                       |
| 1995 | C.L. (Bobb) Miller                      |
| 2006 | Endre Holvay                            |
| 2009 | Paul Libaud                             |

### Contribuyentes al voleibol

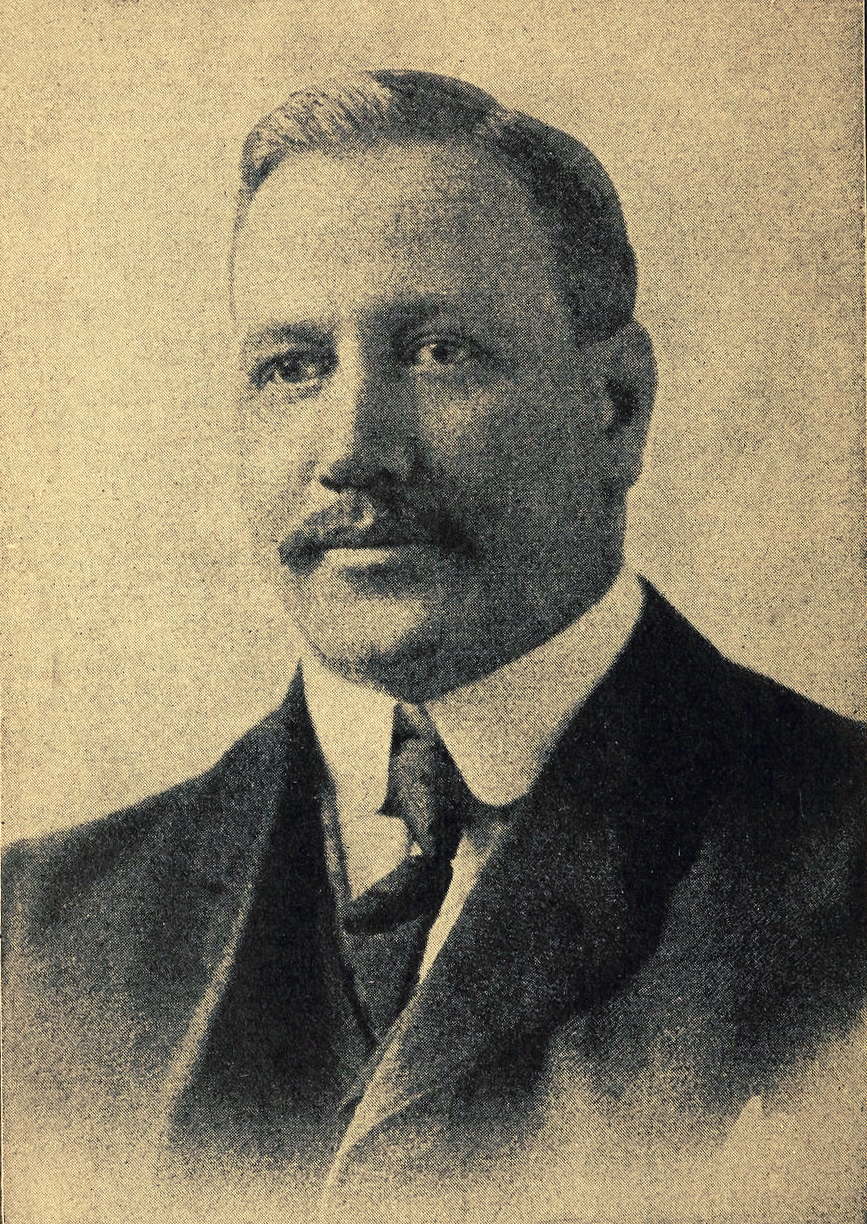
William G. Morgan inventor del voleibol y primer incluido en la Volleyball Hall of Fame en 1985.

| Año  | Incluidos                      |
| ---- | ------------------------------ |
| 1985 | William G. Morgan              |
| 1986 | Harold T. Friermood            |
| 1988 | Leonard Gibson                 |
| 1991 | George J. Fisher               |
| 1994 | John Koch                      |
| 1995 | Robert L. Lindsey              |
| 1997 | Albert Monaco Jr.              |
| 1998 | Bill Baird                     |
| 1999 | Wilber H. Peck                 |
| 2006 | Endre Holvay                   |
| 2007 | Carlos Arthur Nuzman           |
| 2008 | Sinan Erdem - Vladimir Savvine |
| 2011 | Frantisek Stibitz              |
| 2014 | Miloslav Ejem                  |